# Louis Pouyvet de La Blinière
 (février 2025).
La mise en forme du texte ne suit pas les recommandations de Wikipédia : il faut le « wikifier ».
Les points d'amélioration suivants sont les cas les plus fréquents :
- Les titres sont pré-formatés par le logiciel. Ils ne sont ni en capitales, ni en gras.
- Le texte ne doit pas être écrit en capitales (les noms de famille non plus), ni en gras, ni en italique, ni en « petit »…
- Le gras n'est utilisé que pour surligner le titre de l'article dans l'introduction, une seule fois.
- L'italique est rarement utilisé : mots en langue étrangère, titres d'œuvres, noms de bateaux, etc.
- Les citations ne sont pas en italique mais en corps de texte normal. Elles sont entourées par des guillemets français : « et ».
- Les listes à puces sont à éviter, des paragraphes rédigés étant largement préférés. Les tableaux sont à réserver à la présentation de données structurées (résultats, etc.).
- Les appels de note de bas de page (petits chiffres en exposant, introduits par l'outil «  Source ») sont à placer entre la fin de phrase et le point final[comme ça].
- Les liens internes (vers d'autres articles de Wikipédia) sont à choisir avec parcimonie. Créez des liens vers des articles approfondissant le sujet. Les termes génériques sans rapport avec le sujet sont à éviter, ainsi que les répétitions de liens vers un même terme.
- Les liens externes sont à placer uniquement dans une section « Liens externes », à la fin de l'article. Ces liens sont à choisir avec parcimonie suivant les règles définies. Si un lien sert de source à l'article, son insertion dans le texte est à faire par les notes de bas de page.
- La présentation des références doit suivre les conventions bibliographiques. Il est recommandé d'utiliser les modèles {{Ouvrage}}, {{Chapitre}}, {{Article}}, {{Lien web}} et/ou {{Bibliographie}}. Le mode d'édition visuel peut mettre en forme automatiquement les références.
- Insérer une infobox (cadre d'informations à droite) n'est pas obligatoire pour parachever la mise en page.

Pour une aide détaillée, merci de consulter Aide:Wikification.
Si vous pensez que ces points ont été résolus, vous pouvez retirer ce bandeau et améliorer la mise en forme d'un autre article.
Louis Pouyvet de La Blinière ou encore de La Belinière est un magistrat, administrateur et homme politique français, né le 4 mars 1675 à Mayenne et mort le 8 novembre 1748, seigneur de la Blinière, Bourgon, Bois-au-Parc, Pré-en-Pail, Couptrain, Neuvilette, Landepoutre, propriétaire des Forges d'Aron, etc. Les armes de la famille sont d'or, fretté d'azur; au chef de sinople. Il avait sur son cachet armoirié : 1 aigle éployé et 4 croix en chef.

## Introduction
Fils de René Pouyvet de La Blinière, contrôleur général de la vénerie de France, et de Marie Treton, il est un anobli. Avocat au Parlement de Paris, pendant 26 ans, il devient secrétaire du Conseil de finances et joue ainsi un rôle de premier plan dans les affaires financières de la France à l'époque de la Régence et du début du règne de Louis XV. Il s'acquit une grande célébrité dans les affaires, pour Jean-Armand de Hercé, surtout pour avoir collaboré à la rédaction des articles du Traité d'Utrecht en 1713.

## Biographie

### Famille
La famille Pouyvet de La Blinière est originaire du Pas en Mayenne. Il est le fils de René Pouyvet de La Blinière, contrôleur général de la vénerie et fauconnerie de France (1692), et de son épouse Marie Treton. Son frère François-Pierre Pouyvet de La Blinière, marié en 1709 — après avoir été tonsuré en 1706 — avec Marie Duval de Chênecute, posséda le Frène de Champéon
François-Pierre Pouyvet de La Blinière, de la même famille, écuyer, conseiller au grenier à sel de Mayenne, échevin, 1716, est nommé Maire de Mayenne par lettre du 7 septembre 1716, fut aussi lieutenant du roi à Mayenne, 1723, et secrétaire du roi au Parlement de Grenoble, 1726.

### Carrière d'avocat et de diplomate
Louis Pouyvet de La Blinière est d'abord avocat au Parlement de Paris, il avait accompagné la délégation française aux conférences de Gertruydenberg en 1709. Il fut anobli par Lettres du mois de mars 1720, pour récompense de ses services, tant en 1709, en accompagnant les Plénipotentiaires aux Conférences de Gertruydenberg, d'où il fut envoyé à La Haye, pour conférer avec les ministres, qu'à cause de plusieurs Mémoires importants qu'il composa sur le Gouvernement, dont le Conseil fit usage.
En 1715, il fut choisi par le duc de Noailles pour devenir secrétaire du Conseil de finances.

### Au Conseil de finances

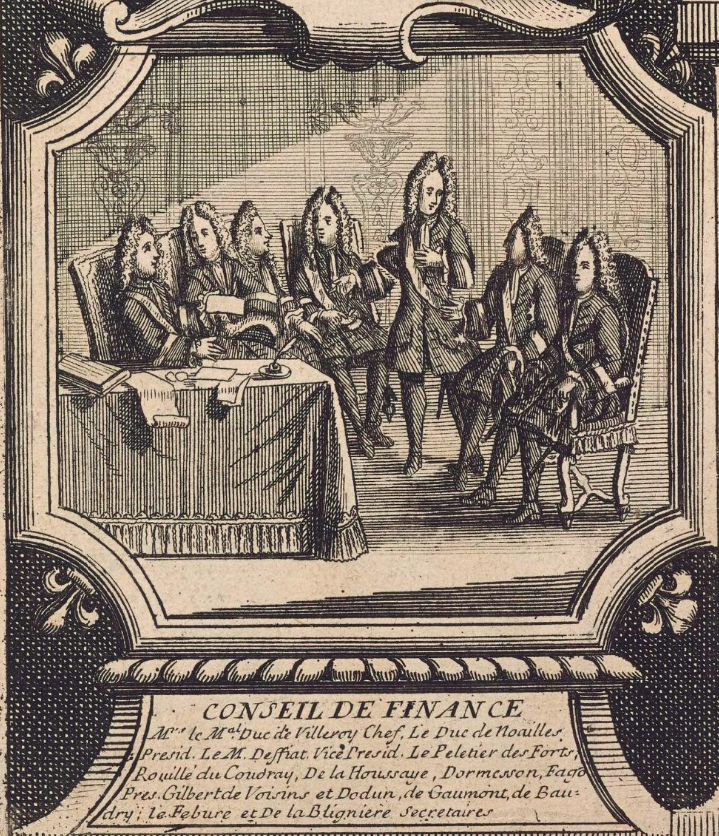
L'heureux commencement du règne de Louis XV, Roy de France et de Navarre, par la régence de S. A. R. Monseigneur le duc d'Orléans et l'établissement des conseils (détail).

Lors de la mise en place de la polysynodie par le Régent en septembre 1715 après la mort de Louis XIV, les offices d'intendant des finances sont supprimés. Louis Pouyvet de La Blinière est nommé au nouveau Conseil de finances. Il est un des deux secrétaires, avec Jean-Jacques Auguste Lefebvre de La Planche, à y entrer, ce qui indique que le Régent l'apprécie.
Au Conseil de finances, il joue un rôle central, transmettant les dossiers entre le duc de Noailles et les conseillers et vérifiant les actes expédiés.

### Les finances
Il fut depuis reçu Conseiller au Grand Conseil le 31 mai 1724, changea de semestre le 19 juillet 1731, et fut honoraire le 9 mai 1744.

## Famille
Il avait épousé, le 18 avril 1714, Marie-Marguerite-Josèphe de Dieuxyvoye, morte le 14 mai 1767, âgée de 80 ans, fille de Bertin-Simon de Dieuxyvoye, Correcteur en la Chambre des Comptes. Ils ont laissé de leur mariage :
- Louis-Joseph Pouyvet de La Blinière, né le 19 avril 1718, conseiller au Parlement de Paris le 22 mai 1746, Maître des Requêtes en 1752, qui est mort[5] à Compiègne, le 2 juillet 1757, sans alliance;
- Marie-Louise Pouyvet de La Blinière, née en 1717, qui s'est mariée, le 4 février 1733, à Jean-Baptiste-François Durey de Vieuxcourt, Seigneur de Mesnières, etc, Président en la seconde Chambre des Requêtes du Palais. Elle est morte, le 12 février 1741, laissant un garçon et une fille.
- Jeanne-Françoise Pouyvet de La Blinière, qui s'est mariée à Louis-Joachim Jehannot de Bartillat, colonel d'un Régiment de Dragons de son nom, mort à Dié, le 10 septembre 1748, laissant quatre enfants.
- Geneviève Pouyvet de La Blinière, qui s'est alliée, le 6 février 1746, à Claude-Gédéon-Denis du Metz, Comte de Rosnay, etc., Conseiller au Parlement, puis Président en la Chambre des comptes de Paris le 2 septembre 1747, dont postérité.

Les héritiers de Louis Pouyvet de La Blinière vendent par contrats en 1768 devant Bronod et Maigret, à Pierre Le Nicolais : 1. La terre de Neuvillette, en Jublains, 2. La terre d'Hermet, en Mézangers, et de Bourgnouvel, 3. La terre de Bourgon, en Loiron, 4. La terre de Bourgon, en Montourtier. Les biens comprenaient entre autres les grosses forges, fourneaux et fenderie d’Aron, la maison d’habitation du maître de forge, les cours et jardins, les bâtiments servant aux ouvriers …, et les étangs, c'est-à-dire, celui de l'ancien château ou de la Forge, et ceux du Viel-Aunay et de Beaucoudray, ainsi que le moulin de Beaucoudray.